# Krauss-Maffei ML 4000
A Krauss-Maffei ML 4000, também conhecida como KM ML4000 é uma locomotiva diesel-hidráulica produzida pela Krauss-Maffei da Alemanha para a EFVM no Brasil. Foram compradas 16 unidades desta locomotiva, que começaram a ser entregues em 1966 e foram todas baixadas no início da década de 80 com a chegada das modernas EMD DDM45.